# PostGIS
PostGIS je open source software. Jedná se o nadstavbu pro objektově-relační databázový systém PostgreSQL, která přidává podporu pro geografické objekty (tzv. geoprvky). PostGIS implementuje specifikaci „Simple Features for SQL“ konsorcia Open Geospatial Consortium.
PostGIS zahrnuje:
- Geometrické typy jako jsou body, lomené čáry, polygony a další.
- Prostorové funkce průniku geoprvků
- Prostorové funkce pro určení vzdálenosti, délky linií, výměry a obvodu ploch.
- Prostorové funkce obalové zóny, analýzy překryvu.
- Prostorový index R-tree používaný při prostorových dotazech.
- Výběr indexu při spojení prostorových a atributových dotazů.

První verze byla vydána v roce 2001 společností Refractions Research pod licencí GNU General Public License. V roce 2006 byl PostGIS certifikován jako nástroj splňující specifikaci „Simple Features for SQL“ konsorcia Open Geospatial Consortium.
Seznam programů, které PostGIS podporují:
- ArcSDE 9.3
- Cadcorp SIS
- Feature Manipulation Engine
- GeoServer
- GRASS GIS (GPL)
- Interoperability Extension from ESRI
- Ionic Red Spider
- Janitor
- Kosmo (GPL)
- Manifold System
- Mapnik (LGPL)
- MapDotNet Server
- MapServer (BSD)
- MapGuide (LGPL)
- MezoGIS
- OpenJUMP (GPL)
- Quantum GIS (GPL)
- TerraLib (LGPL)
- TerraView (GPL)
- TwiGIS
- uDig (LGPL)